# همت‌آباد (باخرز)
همت‌آباد (باخرز)، روستایی از توابع بخش بالاولایت شهرستان باخرز در استان خراسان رضوی ایران است. همت آباد مرکز دهستان اشتین بخش بالا ولایت شهرستان باخرز است.روستای همت آباد بیش از ۲۱ شهید تقدیم انقلاب اسلامی کرده است و روستایی ولایت مدار با مردمی خونگرم می باشد
مردم روستا بیشتر به دامداری، کشاورزی و کشت زعفران اشتغال دارند.    
این روستا مردمانی خونگرم و مهمان نواز دارد. مراسمات مذهبی و عزاداری ها به شیوه ای خاصی در این روستا برگزار می گردد .
کشت زعفران در این روستا رواج زیادی دارد و هرساله از اواخر مهر تا اواسط آبان نمایشگاه گل زعفران و نمایشگاه فروش گل زعفران برگزار می‌شود.
بیش از ۹۸ درصد مردمان این روستا شیعه ۱۲ امامی میباشند .

## جمعیت
این روستا در دهستان بالاولایت قرار دارد و براساس سرشماری مرکز آمار ایران در سال ۱۳۹۵، جمعیت آن ۱۸۴۵ نفر (۵۱۹خانوار) بوده‌است.